# Захарна фабрика (железопътна гара)
„Захарна фабрика“ е една от основните железопътни гари в София, България.
Намира се между кварталите „Захарна фабрика“, където са разположени част от товарните рампи, и „Света Троица“, в който е пътническият терминал. На гарата спират всички бързи и пътнически влакове, превозващи по направленията Перник, Благоевград, Дупница, Кюстендил, и Централна гара София.
Пред гара Захарна фабрика е крайната спирка на трамвай № 3, обслужващ маршрута от бул. „Константин Величков“ до кв. Орландовци. Над гарата по мост минава булевард „Сливница“.

## История
Първоначално гарата обслужва създадената през 1897 г. фабрика за захар. Тя е изградена от белгийската компания „Български захарни фабрики и рафинерии“, която се опитва да организира и производството на захарно цвекло в Софийско, Кюстендилско и Трънско, за да си подсигури местни суровини.
По време на Владайското въстание правителството към 25 септември 1918 г. разполага в София с 11 пехотни роти с 12 картечници, 2 батареи с общо 6 оръдия и 1,5 конни ескадрона, повечето от тях от юнкери от Военното училище. През следващите дни пристигат подкрепления, сред които и германска батарея и 4 германски роти. Частите са разположени между склоновете на Витоша при Княжево и района на г. Захарна фабрика. На 26 септември генерал Савов обещава да предостави на отстъпващите части влакове, които да ги извозят до вътрешността на страната. На следващия ден няколко влака, както и отделни придвижващи се пеш групи, са обезоръжени край София и освободени, но на 28 септември събитията придобиват драматичен характер. По железопътната линия при Захарна фабрика пристига влак с отстъпващи войници. Офицерите, командващи разположените там юнкери, правят опит да започнат преговори, но междувременно от влака откриват огън. Малко след началото на започналата престрелка влакът е подложен на обстрел и от разположените по склоновете на Витоша и в Лагера артилерийски батареи. Това довежда до голям брой убити и ранени, след което войниците от влака се предават. Следващите пристигнали влакове са обезоръжени без инциденти.